# Baga de Setcomelles
La Baga de Setcomelles, és una obaga del terme municipal de Conca de Dalt, al Pallars Jussà, a l'antic terme de Toralla i Serradell, en el territori del poble de Serradell.
Està situada al vessant sud-oriental de la serra de Camporan, per damunt de la Pista de Cérvoles. És al nord-est de la Coma Pi.